# Why He Gave Up
Why He Gave Up e um filme em curta-metragem dos Estados Unidos do gênero comédia, realizado em 1911, estrelado por Fred Mace e Mabel Normand. O filme mudo foi codirigido por Mack Sennett e Henry Lehrman, com cenas filmadas em Huntington, Long Island.